# Tuffé

Tuffé este o comună în departamentul Sarthe, Franța. În 2009 avea o populație de 1,603 de locuitori.